# Pavillon impérial de Hietzing
Le pavillon impérial de Hietzing, en allemand : Hofpavillon Hietzing, est une ancienne gare réservée à l'empereur François-Joseph Ier et à son entourage sur la ligne de chemin de fer à vapeur Wiental-Donaukanal Stadtbahn de la ville de Vienne en Autriche.
Également connu sous les noms de Hofwartesaal ou Kaiserpavillon, le pavillon est maintenant une succursale du Musée de Vienne.

## Localisation
La Pavillon de la cour se dresse dans le treizième arrondissement de la ville de Vienne, dénommé Hietzing, à l'ouest du centre-ville de Vienne, entre la rivière Vienne et la Schönbrunner Schlossstrasse, en face du château de Schönbrunn et à environ 100 m de la station de métro Hietzing.

## Historique

### Wiental-Donaukanal Stadtbahn

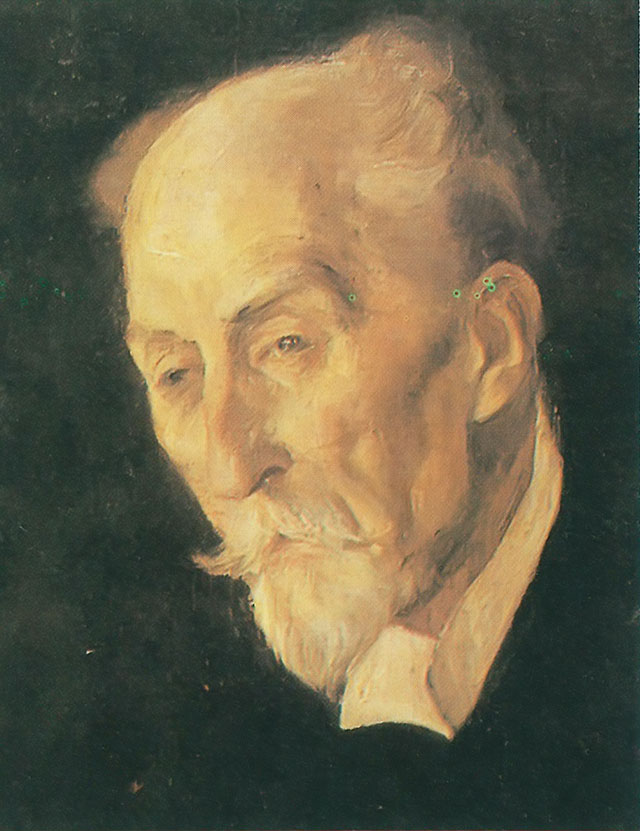
Otto Wagner.

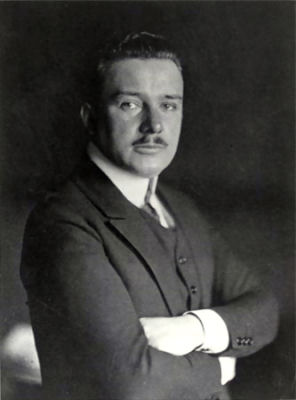
Josef Maria Olbrich, l'assistant de Wagner.

Le Reichsrat (Conseil d'Empire) décide en 1892 de construire la Stadtbahn de Vienne. 
Après avoir emporté le concours d'architecture qui portait sur les gares, les ponts, les viaducs et les tranchées à ciel ouvert, Otto Wagner (1841-1918) devient l'architecte en chef et le planificateur général de ce chemin de fer métropolitain léger en grande partie aérien qui caractérise encore aujourd'hui le paysage urbain viennois et correspond maintenant aux lignes U4 et U6 du métro,.  
Otto Wagner assure de 1894 à 1901 la construction des 36 gares de la Stadtbahn avec Josef Maria Olbrich comme assistant et Albert Gatnar comme ingénieur en chef,,. Partisan d'une modernisation radicale, Otto Wagner tourne le dos à l'historicisme et au  « fratras stylistique du Ring » et, en accord avec la devise de la Sécession viennoise (« À chaque siècle son art, à l'art sa liberté »), il adopte le style Art nouveau ou Jugendstil, mais d'une manière moins exubérante que Hector Guimard pour ses stations du métro de Paris,. 
Une des deux lignes de tramways à vapeur construites par Wagner et Olbrich est la Wiental-Donaukanal Stadtbahn (la WD Stadtbahn, précurseur de la ligne U4), qui part de Hütteldorf et suit la vallée de la Vienne (la Wiental) pour longer ensuite le canal du Danube (Donaukanal),.

### Pavillon impérial
La construction d'un pavillon séparé pour l'empereur François-Joseph Ier et la "Toute Haute Cour" (Allerhöchsten Hof) sur la Wiental-Donaukanal Stadtbahn, en face du château de Schönbrunn, est due à l'initiative de Wagner.
À l'origine, la construction du pavillon de la cour n'est pas prévue : Otto Wagner en émet l'idée en 1897, il en termine les plans en avril 1898 avec la collaboration de Carl Adalbert Fischl, Josef Maria Olbrich et Leopold Bauer, et le bâtiment est achevé en 1899,,. Sur le projet dessiné par Otto Wagner, le pavillon est dénommé Pavillon des K. und K. Allerhöchsten Hofes.
Le pavillon n'est utilisé que deux fois par l'empereur qui avait une méfiance pathologique pour tout ce qui était moderne,, : une première fois le 16 juillet 1899 à l'occasion de l'inauguration, et une deuxième fois le 12 avril 1902 pour visiter la ligne Donaukanal après son achèvement,.
Le fait que l'empereur n'ait utilisé le pavillon que deux fois était d'une importance secondaire pour Otto Wagner : l'important pour lui était que la renommée impériale aide l'architecture moderne à réaliser une percée.

### Succursale du Musée de Vienne
Après la Première Guerre mondiale et la proclamation de la république, le pavillon a été longtemps utilisé comme atelier de sculpteur,.
Il subit de nombreux dommages pendant la  Seconde Guerre mondiale et est ensuite utilisé comme espace d'exposition pour le Musée social et économique,,. 
En 1986-1989, le pavillon impérial est rénové par l'architecte Adolf Krischanitz, également responsable de la rénovation du Palais de la Sécession (Secessionsgebäude) dans les années 1980. Le pavillon appartient depuis lors au Musée de Vienne (ancien Musée historique de la ville de Vienne) et est utilisé comme pavillon d'exposition,. Une rénovation complète a été réalisée en 2012-2014 par l'architecte Manfred Wehdorn.

## Architecture

### Architecture extérieure
Le pavillon impérial de Hietzing est un petit édifice de plan carré surmonté d'un dôme circulaire en cuivre, qui surmonte les lignes de la Stadtbahn, devenue aujourd'hui la ligne U4 du métro de Vienne.
Au sud, face au château de Schönbrunn, le bâtiment est doté d'un petit pavillon annexe rectangulaire en fer et verre, avec soubassement de pierre calcaire, percé à l'est et à l'ouest d'une grande entrée carrossable surmontée d'un arc surbaissé orné de feuilles de laurier portant des armoiries et une couronne dorée. Ce petit pavillon annexe devait permettre un accès à l'abri des intempéries.

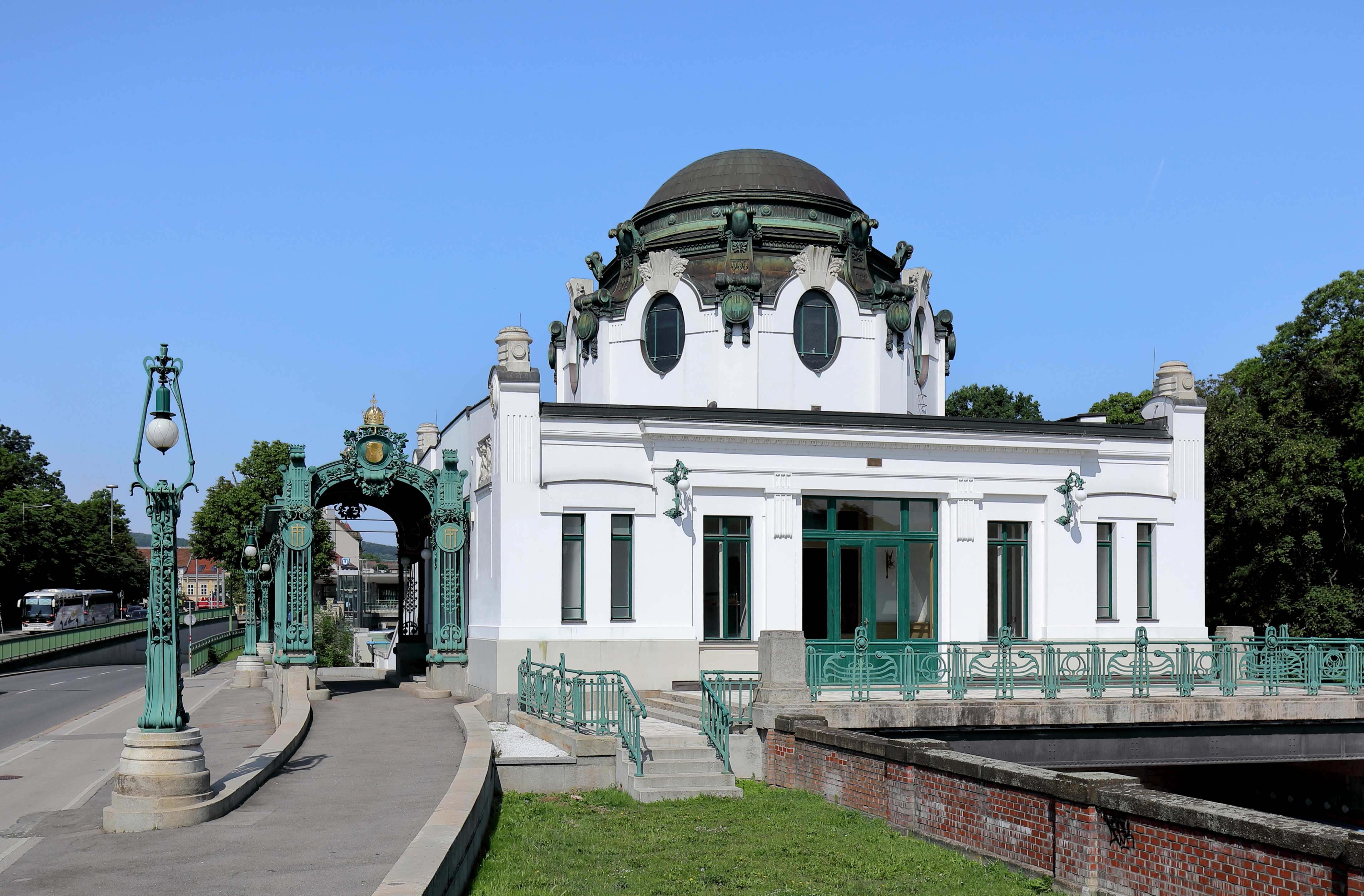
Le pavillon vu de l'est.
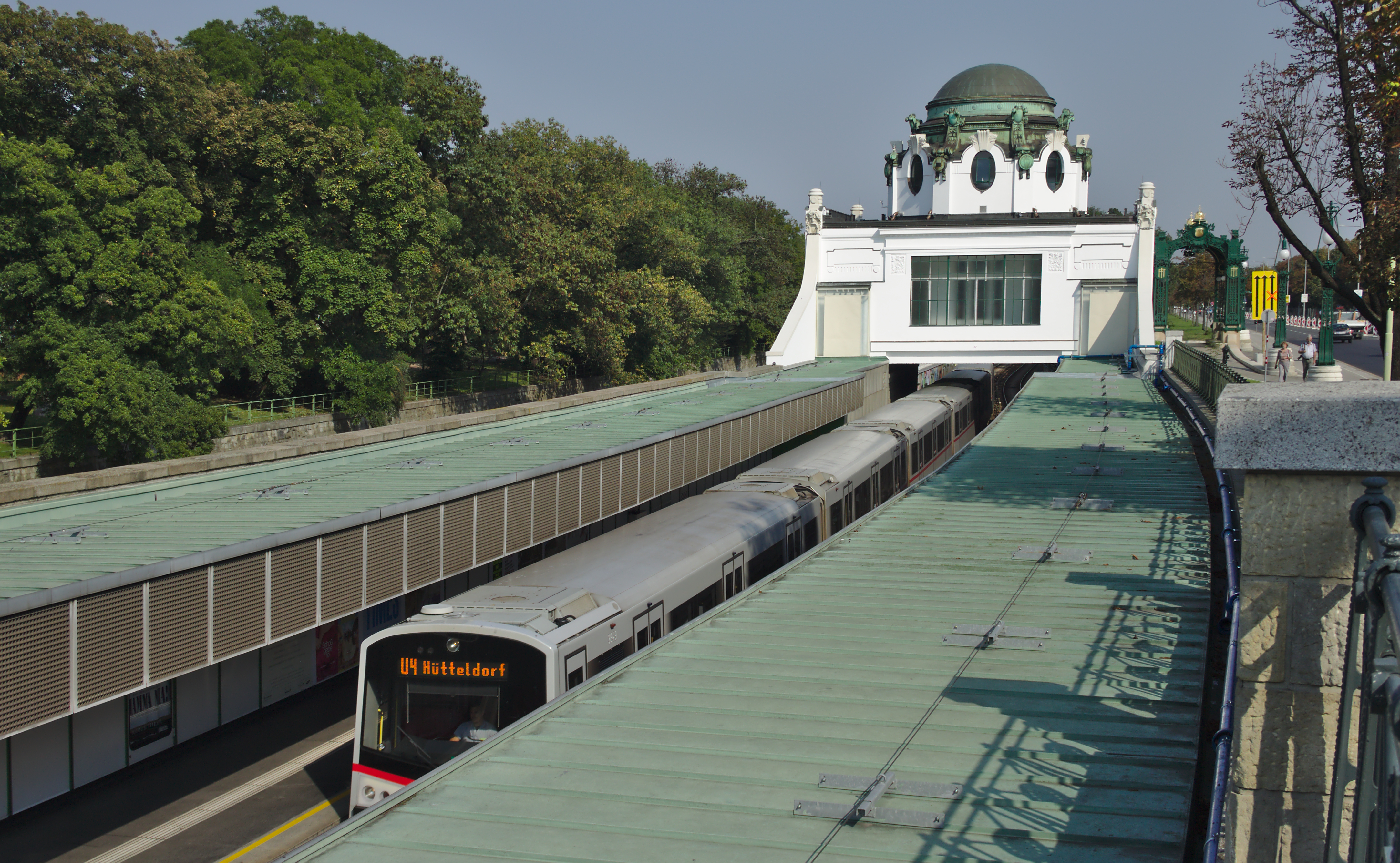
Le pavillon surplombant les voies.
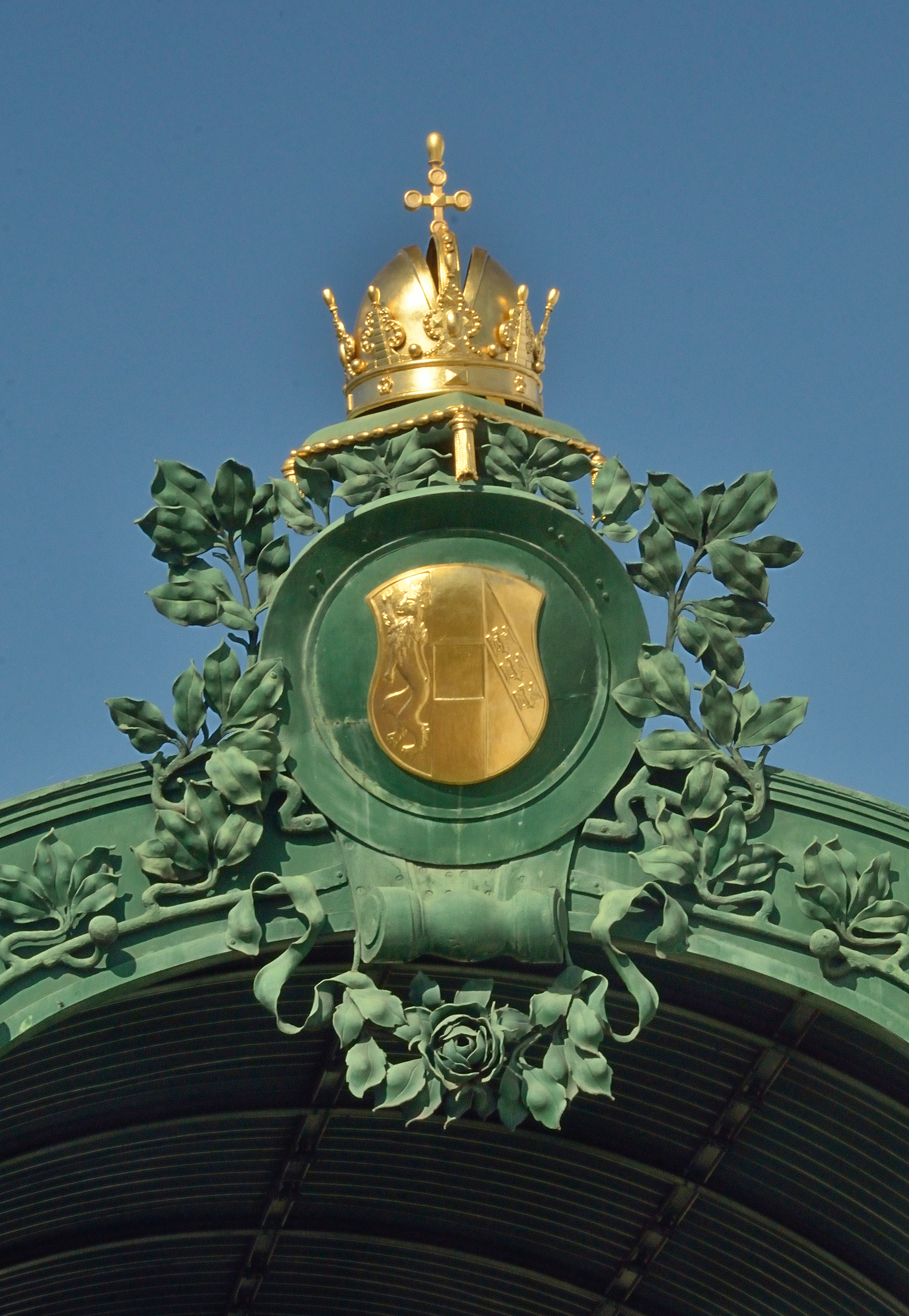
Armoiries et couronne.
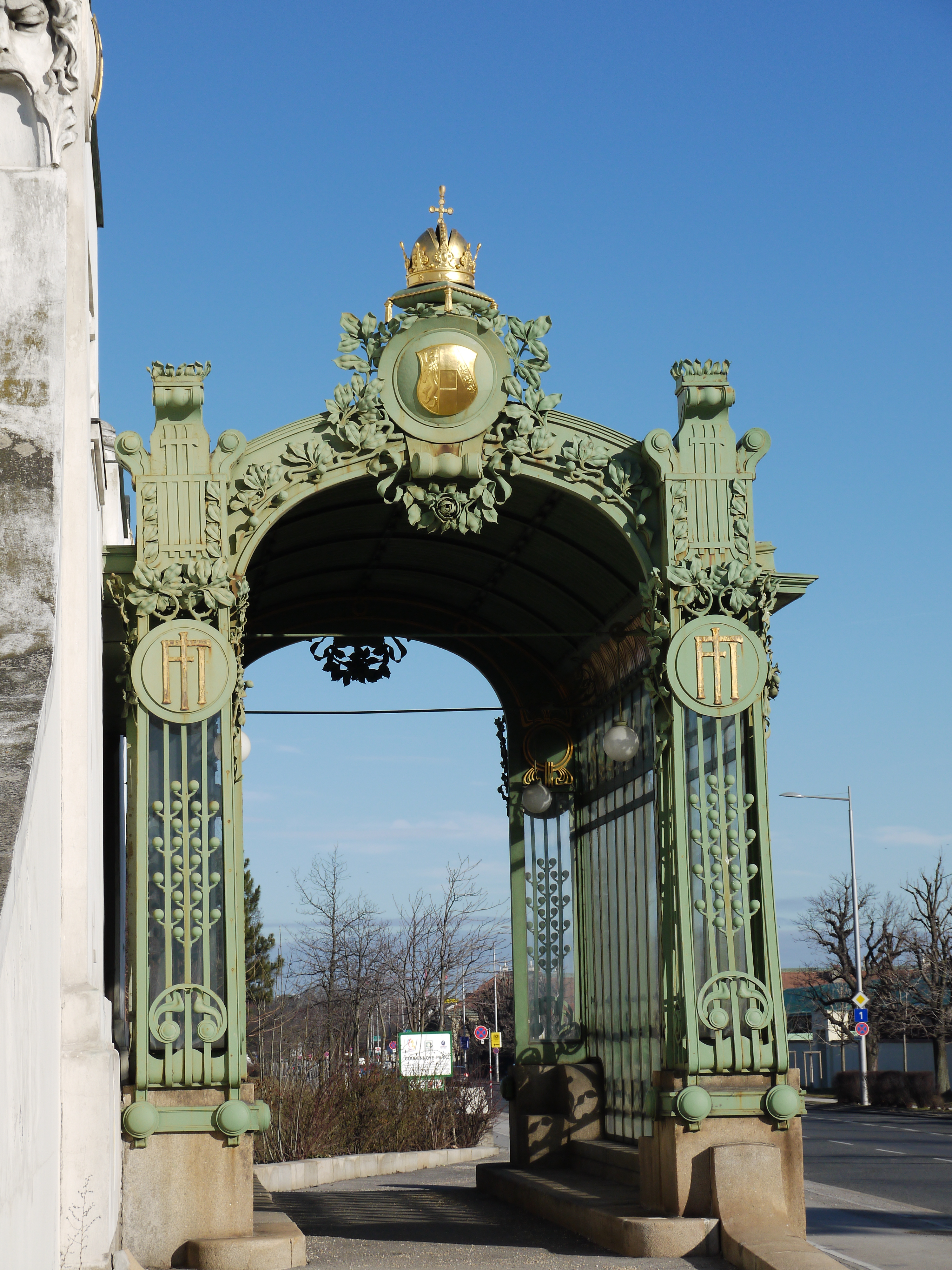
Entrée en fer et verre.

### Architecture et décoration intérieure

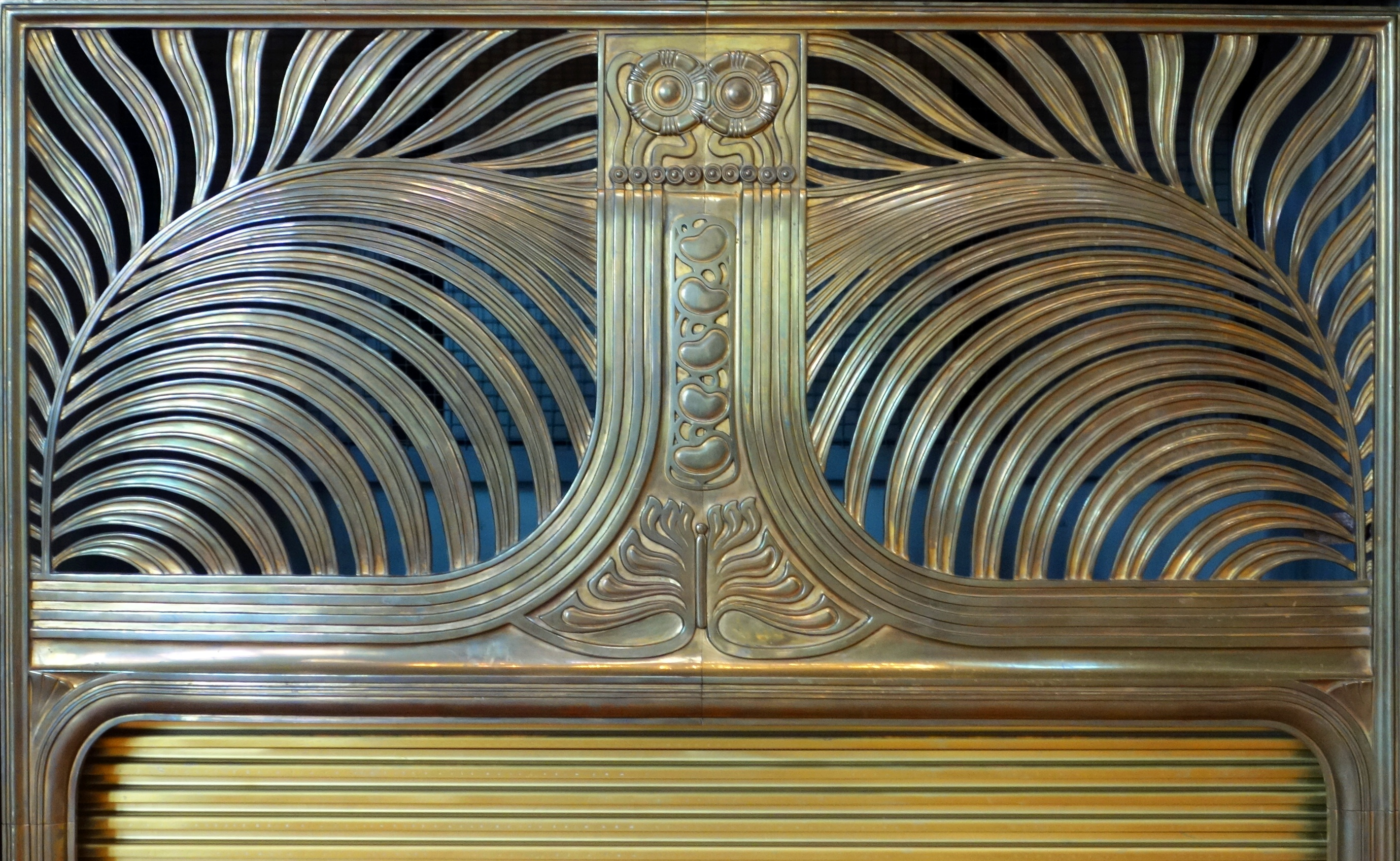
Détail de la cheminée.

La gare présente un somptueux intérieur de style Art nouveau, qui a été entièrement adapté aux besoins de l'empereur et donne une image impressionnante de la démarche artistique d'Otto Wagner.
La salle d'attente impériale, de plan octogonal, présente un intérieur précieux avec des boiseries en acajou, des papiers peints en soie et une cheminée en onyx,.
Le tapis dessiné par Wagner est orné de motifs de philodendron qui convergent vers un tableau représentant Vienne vue d'en haut, peint par Carl Moll,.
Le Kaiser étant connu pour être un travailleur infatigable, Otto Wagner avait prévu pour lui une pièce attenante avec un bureau.

La salle d'attente impériale
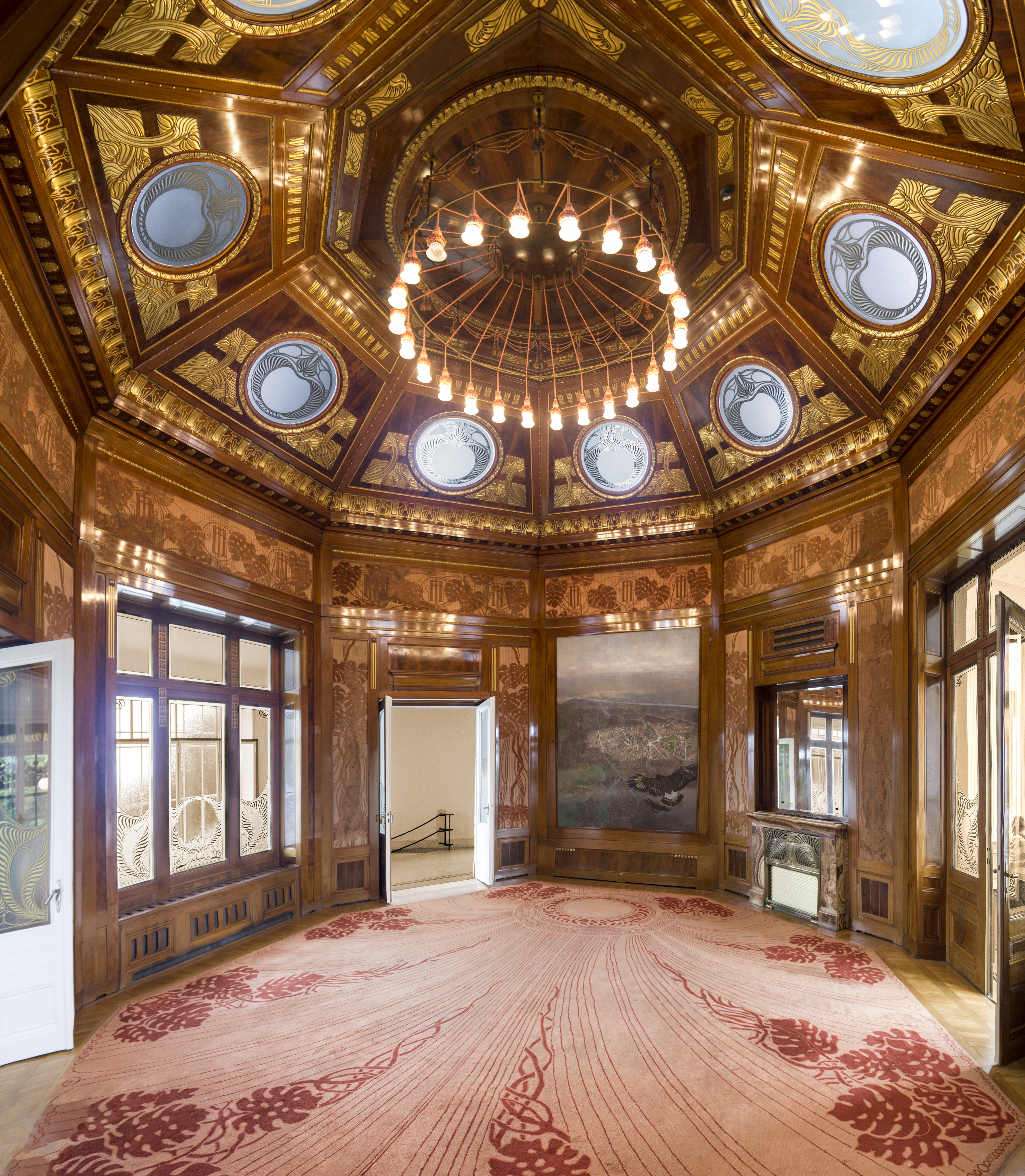
La salle d'attente impériale.
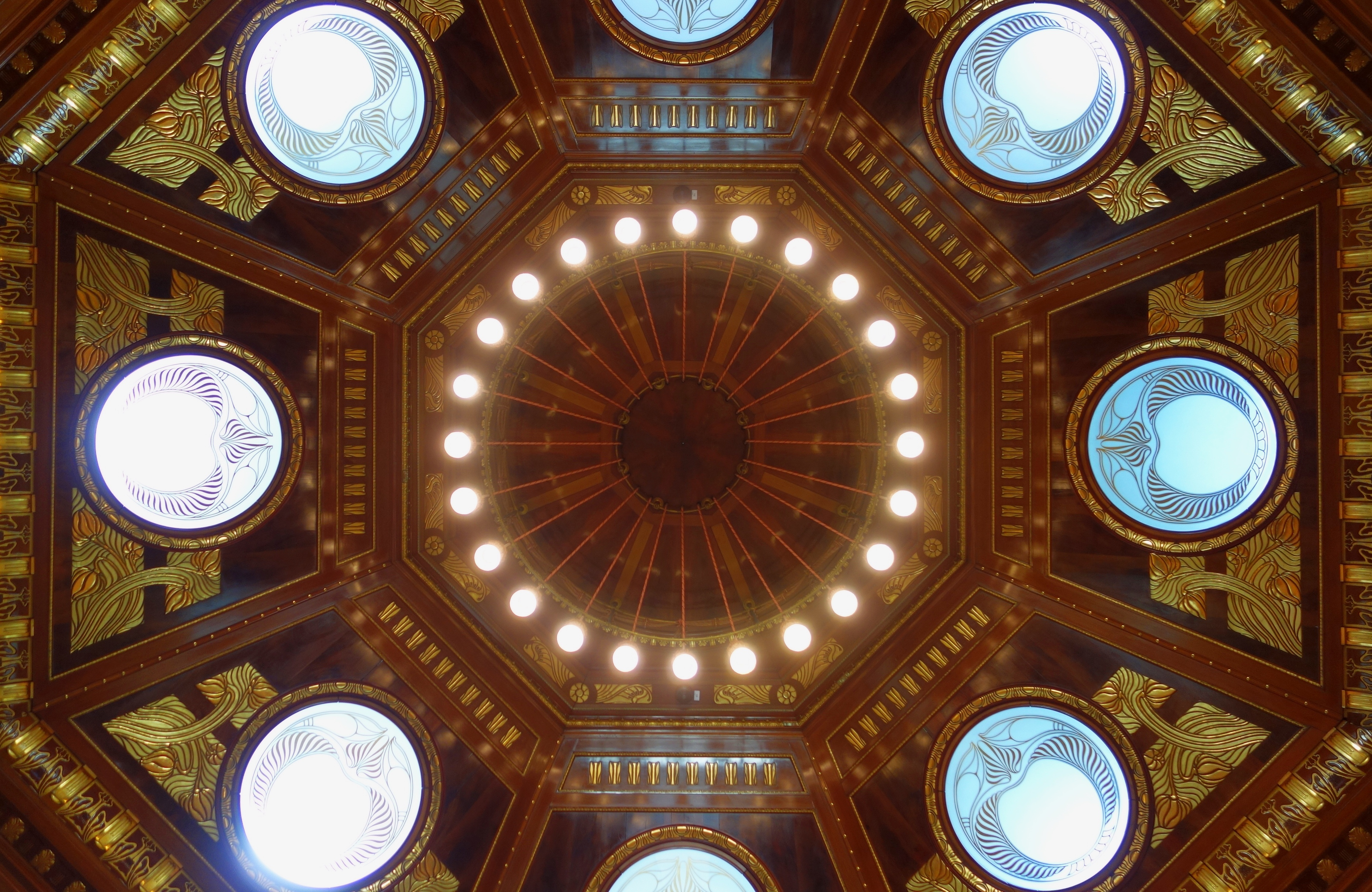
La coupole octogonale.
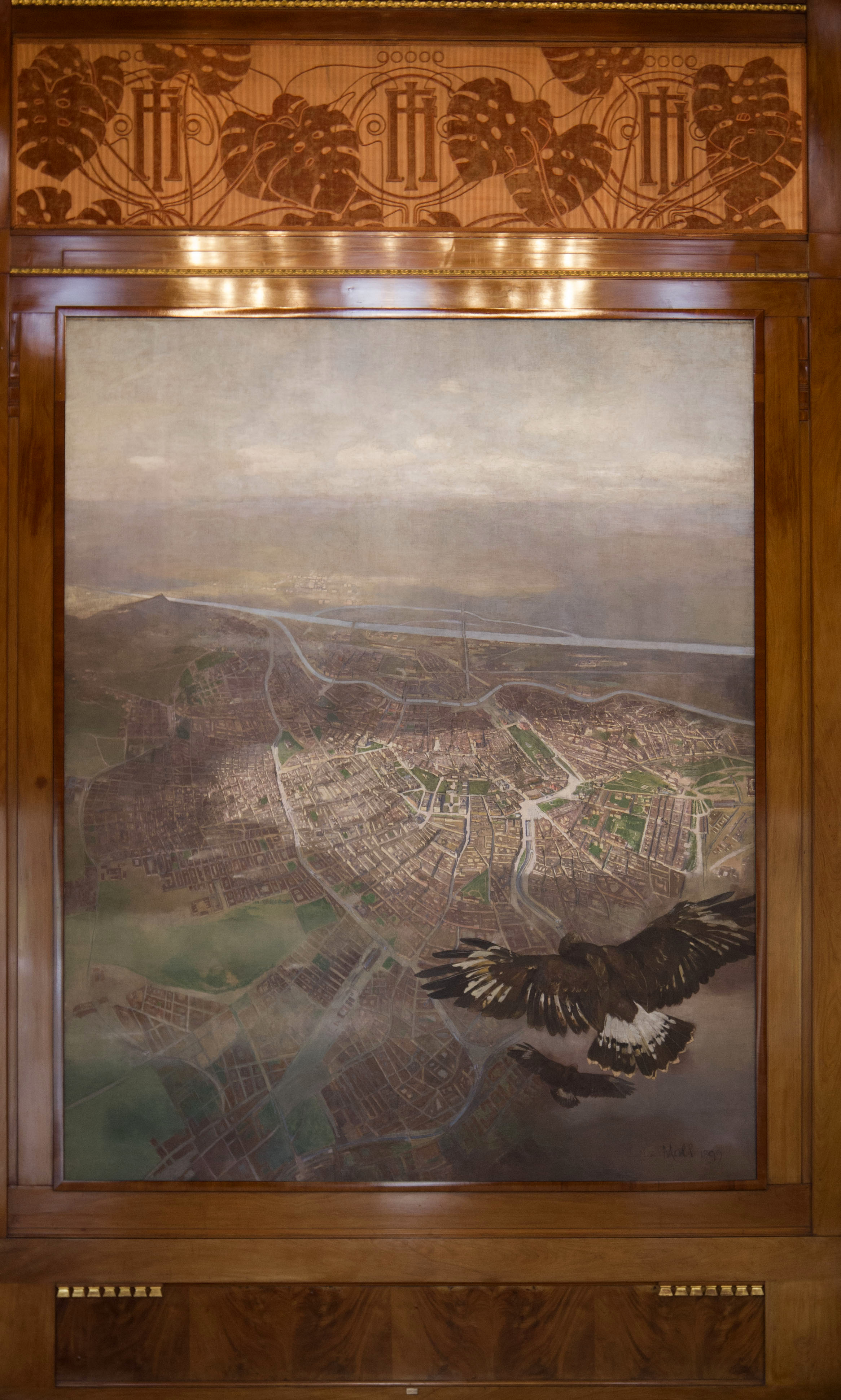
Le tableau de Carl Moll.
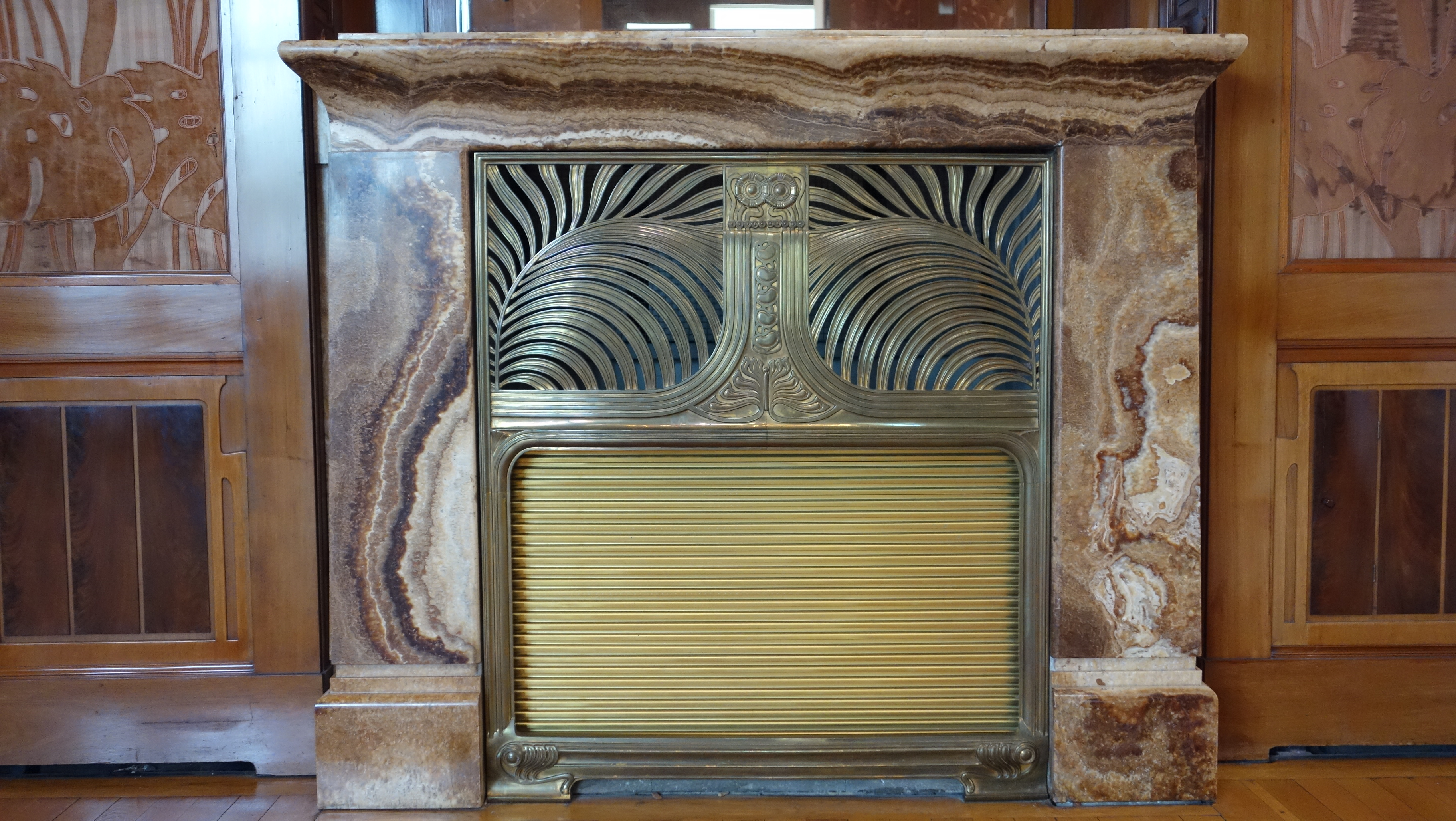
La cheminée en onyx.